# Torneo de Saint-Malo 2023
El L'Open 35 de Saint-Malo 2023 fue un torneo de tenis profesional en la categoría WTA 125s. Se trató de la 28 edición del torneo. Se llevó a cabo en Saint-Malo, Francia, entre el 1 de mayo al 7 de mayo de 2023 sobre en pista de tierra batida.

## Cabezas de serie

### Individuales
| Tenista             | Ranking | Preclasificada |
| Sloane Stephens     | 48      | 1              |
| Claire Liu          | 55      | 2              |
| Maryna Zanevska     | 75      | 3              |
| Ysaline Bonaventure | 84      | 4              |
| Lucia Bronzetti     | 97      | 5              |
| Tereza Martincová   | 98      | 6              |
| Magdalena Fręch     | 100     | 7              |
| Emma Navarro        | 101     | 8              |

- Ranking del 24 de abril de 2023

### Dobles
| Tenista                                  | Ranking | Preclasificada |
| Ulrikke Eikeri Eri Hozumi                | 106     | 1              |
| Natela Dzalamidze Angelina Gabueva       | 169     | 2              |
| Ingrid Gamarra Martins Iryna Shymanovich | 180     | 3              |
| Greet Minnen Bibiane Schoofs             | 204     | 4              |

## Campeonas

### Individuales femeninos
Sloane Stephens venció a  Greet Minnen por 6–3, 6–4

### Dobles femenino
Greet Minnen /  Bibiane Schoofs vencieron a  Ulrikke Eikeri /  Eri Hozumi por 7–6(7), 7–6(3)